# محمد قويض
محمد إسماعيل قويض (9 إبريل 1959) لاعب كرة قدم سابقاً ومدرب سوري. يدرب حالياً نادي الظفرة الإماراتي. بعد أن قاد نادي الكرامة السوري لتحقيق العديد من الإنجازات على مستوى الدوري المحلي ونهائي دوري أبطال آسيا. كما أسس أكاديمية للشباب في حمص مع معتز مندو.

## بداياته
بدأ قويض مسيرته المهنية لاعباً للكرة الطائرة في سن مبكرة في نادي الوحدة الحمصي (الكرامة حاليا). ونجح قويض مع زملائه في العبور إلى الدرجة الأولى لكنهم لم يلعبوا فيها لأسباب إدارية.
وبعد أن تجاوز العشرين، تطوّع قويض في الجيش وغادر إلى دمشق ليمتهن التدريب مستفيدا من المدربين المعاصرين في الثمانينات أمثال حنين بتراكي وعارف سلو.

### العودة الأولى للكرامة
في عام 1990، عاد قويض إلى ناديه الكرامة ليعمل مدربا لشباب النادي دون العشرين عاما، وحقق معه بطولة سوريا عام 1993. كما أسس مدرسة كروية للصغار ونجح مع المدرب معتز مندو بالفوز ببطولة فئتي الأشبال والناشئين في موسم (1994- 1995).
في عام 1997، تولى قويض مسؤولية قيادة الفريق الأول، بعد أن عمل مساعدا للمدرب أنور عبد القادر، وحقق مع ناديهُ المركز الثاني ثم مركز الوصيف في كأس الجمهورية في العام نفسه ثم وصيفاً للدوري عام 2001.

### تجربته في لبنان
في الموسم الكروي 1995- 1996، درب قويض نادي أهلي صربا، في محطته الأولى في لبنان، كما درب نادي شباب الساحل الذي حقق معه نتائج جيدة، ولم ينجح قويض في تحقيق لقب كبير إلا عام 2004م مع نادي العهد اللبناني، بعد تحقيقه كأس لبنان وكأس النخبة ووصافة الدوري. واختير حينها كأفضل مدرب في لبنان.
وفي عام 2005، اختير قويض لتدريب المنتخب اللبناني الأول، وكلف بعدها بمهمة الإشراف على المنتخبات اللبنانية بكافة الفئات.

### العودة الثانية للكرامة
في عام 2005، عاد قويض إلى ناديه الأول الكرامة ونجح في قيادته إلى بطولة الدوري في نفس العام بعد غياب دام عشر سنوات، وحقق معه مركز الوصافة في دوري أبطال آسيا عام 2006، والذي يعد الإنجاز الأكبر في تاريخ الأندية السورية. وفي عام 2007، نال قويض بطولة الدوري والكأس في سوريا وتأهل للدور الثاني من بطولة دوري أبطال آسيا.

### المنتخب السوري
في 15 من أبريل عام 2008، عين المدرب محمد قويض مدربًا لمنتخب سوريا الأول خلفًا للمدرب فجر إبراهيم ليقود الفريق في تصفيات كاس العالم 2010م.